# Salterio Ainsworth
Il Salterio Ainsworth è una raccolta di salmi di natura protestante, scritta dal presbitero  separatista inglese Henry Ainsworth e portata in America dai Padri Pellegrini nel 1620. Pubblicata nei Paesi Bassi per la prima volta nel 1612, divenne rapidamente popolare e venne ristampata in successive edizioni almeno fino al 1644. Il Salterio Ainsworth è considerato un importante documento della tradizione puritana e una fonte importante per lo studio dei salmi biblici.

## Storia
Henry Ainsworth, conoscitore dell'ebraico antico, scelse di realizzare il salterio come traduzione da tale lingua piuttosto che dal greco o dal latino per mantenerne la poeticità e la purezza originaria. Il lavoro di Ainsworth è notevole in quanto capace di mantenere una metrica regolare e per questo cantabile, cosa niente affatto scontata in una traduzione; inoltre, in pieno spirito protestante, il salterio contiene note esplicative sui testi ebraici e sulla loro interpretazione, al fine di aiutare i lettori a comprenderne meglio il significato. La raccolta contiene trentanove salmi accompagnati dalle relative melodie, a loro volta tratte da motivi musicali allora in voga in Olanda, Francia e Inghilterra, quindi per questo facilmente memorizzabili.
Il salterio era stato originariamente preparato per essere utilizzato dalla congregazione puritana rifugiata in Olanda, che rifiutava l'uso del libro dei Salmi della Bibbia di re Giacomo approvata dalla Chiesa anglicana, poiché conteneva elementi liturgici e iconografici che consideravano contrari alla propria dottrina. In seguito, quando molti perseguitati religiosi emigrarono nelle Americhe, il Salterio Ainsworth fu uno dei primi libri importati sul Nuovo Continente, venendo introdotto per la prima volta nel 1620 nella colonia di Plymouth, in Massachusetts, dai pellegrini della Mayflower.
Il Salterio Ainsworth rimase molto popolare tra i puritani per tutto il XVII secolo, venendo spesso ristampato in nuove edizioni. Venne tuttavia abbandonato definitivamente nel 1692, a causa del crescente disinteresse verso il canto collettivo e della difficoltà di esecuzione dei brani musicali compresi nel salterio, giudicati troppo eterogenei e complessi per adattarsi a dei salmi religiosi. Altra difficoltà riscontrata dai fedeli era quella di non saper leggere la notazione musicale pensata da Ainsworth, capacità che i pellegrini originari avevano trascurato di trasmettere alle generazioni successive.
Grazie anche alla tradizione ereditata dal Salterio Ainsworth i puritani poterono stilare una nuova raccolta rispondente alle loro esigenze, il Bay Psalm Book.